# Information Technology Infrastructure Library
Information Technology Infrastructure Library (ITIL) är en samling principer för hantering av IT-tjänster, där fokus ligger på att leverera IT-tjänster med hög kvalitet till ett rimligt pris.
Samlingen har sammanställts av brittiska Office of Government Commerce (OGC) och innehåller detaljerade beskrivningar av hur olika IT-relaterade uppgifter kan utföras. Avsikten med principsamlingen är att främja ett dokumenterat, systematiskt tillvägagångssätt när företag och organisationer bygger och utvecklar moderna IT-tjänster. Principsamlingen innehåller förhållningssätt till många problem som IT-tjänsthanteringen ställs inför, till exempel kunskapsbrist, komplexa system, snabba förändringar, ökade och oförutsägbara verksamhets- och användarkrav.

Sedan 2003 utvecklas ITIL av samriskföretaget Axelos, som skapades av Cabinet Office och affärsprocessentreprenadföretaget Capita. Enligt Axelos definieras ITIL enligt följande:
En sammanställning av publikationer baserad på ”goda erfarenheter” för hantering av IT-tjänster som ägs av den brittiska motsvarigheten till regeringskansliet, som är en del av drottningens kansli. ITIL syftar till att ge vägledning för att tillhandahålla kvalitativa IT-tjänster, processer, funktioner och andra förmågor som krävs till dess stöd. Ramverket ITIL baseras på tjänsters hela livscykel och består av fem steg (tjänstestrategi, tjänstedesign, tjänsteöverlämning, tjänstedrift och kontinuerlig tjänsteförbättring), där varje stadium har en egen publikation. Dessutom finns ett antal kompletterande ITIL-publikationer som ger vägledning för olika verksamheter sektorer som t.ex. industri, andra organisationstyper, verksamhetsmodeller och teknik/arkitektur.
Idag (2015) deltar flera organisationer i arbetet med att utveckla ITIL, däribland den ideella organisationen itSMF.